# فرد مارش
فرد مارش (بالإنجليزية: Fred Marsh)‏ هو لاعب كرة قاعدة أمريكي، ولد في 5 يناير 1924 في فالي فولز في الولايات المتحدة، وتوفي في 26 أكتوبر 2006 في كوري في الولايات المتحدة.

## وصلات خارجية
- فرد مارش على موقعبيزبول رفرنس.كوم (الدوري الرئيسي) (الإنجليزية)